# شهرستان کندال، ایلینوی
شهرستان کندال، (به انگلیسی: Kendall County) شهرستانی در ایالت ایلی‌نوی ایالات متحده امریکا و بر طبق سرشماری ۲۰۱۰ این شهرستان ۱۱۴۷۳۶ نفر جمعیت داشته‌است. رشد جمعیت این شهرستان از ۲۰۰۰ تا ۲۰۱۰، حدود ۱۱۰ درصد رشد مثبت بوده‌است
طبق سرشماری ۲۰۱۰، مساحت این شهرستان ۸۳۴٫۸ کیلومتر مربع وسعت داشته که از این مقدار ۰٫۶۱ درصد آب و ۹۹٫۳۹ درصد خشکی می‌باشد.
این شهرستان در ۱۸۴۱ از شهرستان لاشلا و شهرستان کنه جدا شد. این شهرستان نام خود را از آموس کندال مشاور ارشد رئیس‌جمهور اندرو جکسون، گرفته‌است.

## نگارخانه

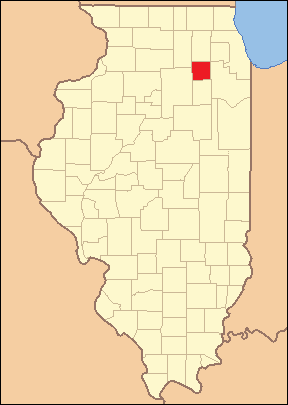

## همسایگان و راه‌ها
همسایگان این شهرستان عبارتند از:
- شمال: شهرستان کنه، ایلینوی
- شمال‌شرق: شهرستان دوپیج، ایلینوی
- شرق: شهرستان ویل، ایلینوی
- جنوب‌شرق:
- جنوب: شهرستان گراندی، ایلینوی
- جنوب‌غرب:
- غرب: شهرستان لاشلا، ایلینوی
- شمال‌غرب: شهرستان دیکلب، ایلینوی

راه‌های اصلی این شهرستان:
1. بزرگراه ۳۰ ایالات متحده
2. بزرگراه ۳۴ ایالات متحده
3. بزرگراه ۵۲ ایالات متحده
4. جاده ۲۵ ایلی‌نوی
5. جاده ۳۱ ایلی‌نوی
6. جاده ۴۷ ایلی‌نوی
7. جاده ۷۱ ایلی‌نوی
8. جاده ۱۲۶ ایلی‌نوی

## شهرها
- آئورا، ایلی‌نوی
- اوسویگو، ایلی‌نوی
- بریستول، ایلی‌نوی
- بلودر هیل، ایلی‌نوی
- پلات. یلا، ایلی‌نوی
- پلانو، ایلی‌نوی
- پلین فیلد، ایلی‌نوی
- ژولیت، ایلی‌نوی
- ساندویچ، ایلی‌نوی
- لیتل راک، ایلی‌نوی
- لیسبون، ایلی‌نوی
- مونتگمری، ایلی‌نوی
- میلبروک، ایلی‌نوی
- میلینگتون، ایلی‌نوی
- مینوکا، ایلی‌نوی
- نوارک، ایلی‌نوی
- هلمار، ایلی‌نوی
- یورکویلا، ایلی‌نوی، مرکز شهرستان